# Margaret Mitchell
Margaret Munnerlyn Mitchell, född 8 november 1900 i Atlanta i Georgia, död 16 augusti 1949 i Atlanta, var en amerikansk författare.

## Biografi
Margaret Mitchell är framför allt känd för Borta med vinden, hennes klassiska skildring av Sydstaterna under amerikanska inbördeskriget. Historien filmatiserades 1939 med Vivien Leigh och Clark Gable i huvudrollerna, två år efter att Mitchell vunnit Pulitzerpriset för boken.
Fadern var advokat, hennes mor var engagerad suffragett. År 1922 gifte hon sig för första gången, men äktenskapet upplöstes 1924. Hon skrev för Atlanta Journal 1922–1926. Hennes andre make uppmuntrade henne att bli författare, och hon skrev 1926–1929 om inbördeskriget från Sydstaternas synpunkt.
Mitchell avled den 16 augusti 1949 då hon blev påkörd av en rattfyllerist när hon korsade vägen med sin man. Hon är begravd på Oakland Cemetery i Atlanta.